# Walter Froneberg
Walter Froneberg (* 17. Juni 1932 in Hattingen; † 9. März 2017 in Wetzlar) war ein deutscher Kommunalpolitiker (SPD). Er war von 1979 bis 1997 Oberbürgermeister der Stadt Wetzlar.

## Leben und Wirken
Walter Froneberg ließ sich als Zeitungsredakteur ausbilden und zog 1956 nach Hessen. Von 1964 bis 1973 war er für die Wetzlarer Neue Zeitung tätig und gehörte seit 1964 auch der Wetzlarer Stadtverordnetenversammlung an. Bereits am 1. November 1959 war Froneberg der SPD beigetreten.
Von 1973 bis 1977 war Froneberg im Magistrat als hauptamtlicher Stadtrat (Baudezernent) tätig. Nach Auflösung der Stadt Lahn und Neubildung der Stadt Wetzlar hatte die SPD-Fraktion in der am 7. Oktober 1979 gewählten Stadtverordnetenversammlung die absolute Mehrheit errungen und Walter Froneberg zum Oberbürgermeister gewählt. Er trat dieses Amt am 27. November 1979 an und bekleidete es mit zweimaliger Wiederwahl 18 Jahre lang bis 1997. Sein Nachfolger wurde Wolfram Dette (FDP).
Im Jahr 1990 erhielt Walter Froneberg den Kurd-Laßwitz-Preis (Sonderpreis) für sein Engagement um die Phantastische Bibliothek Wetzlar. Im Jahr 2012 bekam er den Ehrenteller der Stadt Wetzlar verliehen.